# Luca Agamennoni
Luca Agamennoni, född den 8 augusti 1980 i Livorno i Italien, är en italiensk roddare.
Han tog OS-silver i scullerfyra i samband med de olympiska roddtävlingarna 2008 i Peking.